# 일년전쟁
일년전쟁(영어: One Year War, 일본어: 一年戦争)은 애니메이션 《기동전사 건담》 시리즈의 주 무대가 된 가공의 전쟁의 이름이다. 작품 내에 등장하는 스페이스 콜로니 국가인 지온 공국이 지구연방 정부로부터 독립을 이루기 위해 선전포고를 감행한 것으로부터 시작하여, 그 후 약 1년 후 지온 공국의 패배로 전쟁이 종결되었다. 지온 독립 전쟁(일본어: ジオン独立戦争)이라고도 불린다.
건담 시리즈의 첫 번째 작품인 《기동전사 건담》은 이 전쟁의 후반기 약 4개월을 배경으로 그려진 작품이다. 전반기의 여러 사건에 대해서는 설정으로만 존재하였으나, 최근 야스히코 요시카즈의 만화 《기동전사 건담 THE ORIGIN》에서 그 내막이 묘사되었다.

## 일년전쟁 개전

### 일주일전쟁
우주세기(이하 U.C)0079년 1월 3일, 지온 공국이 지구연방에 대해 선전포고 후 지온 공국군 모빌 슈트(이하 MS) 부대가 각 콜로니들을 습격한다. 사이드 1, 2, 4의 콜로니들은 지온 공국군의 무차별 NBC공격에 의해 학살당했고, (당시 많은 지온 공국군 병사들은 G-3 독가스를 단지 진압용 최루가스로 알고 투입했다는 조사가 있다.) '브리티시 작전'이라 불리는 콜로니 떨어뜨리기 공격으로 지구에도 미증유의 피해를 입힌다. 1월 10일까지의 일주일간 전 인류의 30%가 멸절했다고 알려져 있다.

#### 브리티시 작전
남아메리카 아마존강 유역의 자브로, 지구연방군 총사령부는 천연의 지하공동을 이용한 난공불락의 요새로, 지온공국군은 일격에 이를 파괴하기 위해 콜로니를 충돌시키는 방법을 택한다.
지온공국군은 U.C.0079년 1월 4일, 사이드 2의 8반치 '아일랜드 잎스'를 선택, 라그랑주 포인트에서 끌어내어 우주공격군 호위 하에 지구 충돌 궤도상으로 진입시킨다.
지구연방군 티안무 함대의 필사적인 요격 및 지상의 핵미사일 발사 등으로 간신히 콜로니를 아라비아반도 상공에서 붕괴시켜 자브로에의 직격은 막았으나, 셋으로 쪼개진 콜로니의 잔해는 1월 10일 각각 오스트레일리아 대륙, 태평양상, 그리고 북아메리카 대륙에 충돌한다. 그 결과 오스트레일리아 대륙의 10%가 사라지고 (일명 '시드니 만'으로 불리는 직경 500km짜리 크레이터 발생) 수많은 파편이 지구 전역에 뿌려진다. 또한 태평양상에 떨어진 콜로니 파편으로 인한 거대 해일과 콜로니 충돌로 인한 충격파 등으로 지구에 엄청난 피해를 입힌다.

### 루움 전역
자브로를 노린 브리티시 작전은 일단 실패했으므로, 지온 공국군은 재차 자브로에 콜로니 떨어뜨리기 공격을 가하기 위해 사이드 5 (루움)로 공격 목표를 정한다. 지구연방군은 이 정보를 입수, 1월 15일을 기해 출격 가능한 함정 전부를 동원해 레빌 장군 지휘 하에 지온 공국군과의 함대 결전에 임한다.
지온 공국군은 사이드 5의 11반치 '와트호트'에 추진용 핵펄스 엔진을 장착 중이었으나, 이를 호위하기 위한 부대를 차출함으로써 전력이 나뉘어 각개격파당할 것을 우려해 작업을 포기하고 전 부대를 지구연방군 함대 요격에 내보낸다.
연방의 함대전 사상에 기초한 전함 및 전투기 부대는 지온 공국군의 주력인 MS 부대에 대해 유효한 요격 방법이 없었으며, 미노프스키 입자 살포 하에서 AMBAC을 이용한 기동력 있는 MS 부대에 연방의 전함들은 차례차례 파괴당했고, 지구연방군 함대 기함 마젤란급 '아난케'마저 대파, 탈출하던 지휘관 레빌 장군의 셔틀은 지온의 '검은 삼연성'에게 나포당한다.
이 싸움 와중에 우수한 전과를 거둔 많은 MS 파일럿들이 나왔으며, 특히 샤아 아즈나블 중위는 퍼스널 컬러로 칠해진 자쿠 II를 몰아 전함 5척을 격침하는 전과를 올리기도 했다. 지온 공국은 이 전과에 대해 2계급 특진과 함께 대대적인 선전에 이용했고, 이후 샤아 소령는 지구연방군에게 '붉은 혜성'이라는 이름으로 공포의 대상이 된다.

## 교착 상태

### 남극 조약 체결
1월 28일, 지온 공국에서 지구 연방 정부에 대하여 휴전 조약 체결을 제의했다. 루움 전쟁의 대패로 우주 전력의 대부분을 잃어 버리고 약체화된 지구 연방 정부는 이 제안의 받아들이기로 결정, 1월 31일에 영구 중립 지대인 남극 대륙에서 조약 체결이 행해지게 됐다.
사실은 지온 공국의 전쟁 목적은 이 조약 체결에 있었다. 인구나 자원에서 연방보다 압도적으로 뒤떨어진 지온 공국은 장기전이 되면 승산이 없다. 그래서 단기 결전으로 연방군을 압도하고 그 군사력의 과시에 의해, 연방에 휴전 조약 체결을 받아들이게 하는 것이 진정한 목적이었던 것이다. 그 내용도 휴전 조약은 이름뿐이었고, 지온 공국의 독립 자치권 승인,연방군의 군사 축소 등 사실상의 항복 권고이었다. 수십억의 콜로니 시민을 학살한 것도, 자브로에 콜로니 낙하를 감행한 것도 일반적으로는 이 조약 체결을 유리하게 진행하기 위한 조건 만들기에 지나지 않았던 것이다.
1월 31일, 남극 대륙의 연방군 기지에서 지온과 연방 쌍방의 대표단에 의해 휴전 조약 체결을 위한 조약 회의가 행해졌다. 여기까지는 지온 공국측의 예측대로 일이 진행되고 있었다. 그러나, 전혀 예상치 못한 사건이 일어났다. 루움 전쟁으로 포로가 되었던 레빌 장군이 기적의 생환을 했다는 소식이 회의장에 전해졌던 것이다. 회의장은 소란스럽게 되고 회의는 한때 중단되었다. 레빌 장군은 통신 가능한 회선을 사용하여 연설을 했다('연방군 이상으로 지온도 피폐되어 있다! 지온에는 병사가 없다!'). 이 연설에 의해 연방군은 숨을 되돌릴 수 있었다. 연방의 대표단은 철저 항전을 결의, 조약은 크게 그 내용을 변경하게 됐다.
결국, 남극 조약은 NBC 병기의 사용과 콜로니 낙하의 금지,목성 자원 채굴 선단의 불가침,포로 취급에 관한 것들만 결정한 정도의 전시 조약에 그쳤다. 결국 지온측의 예측은 무너지고, 전쟁은 장기화의 양상을 나타낸 것이다.

### 지구 침공 작전
전시 조약에 그쳤던 남극 조약의 체결에 의해 단기 결전에 의한 전쟁 종결,독립 자치권의 획득이라는 지온 공국의 예측은 완전히 붕괴됐다. 이 단계에서 종전 협정을 맺고도 지온에 있어 유리한 조건은 없었고,이제 남아 있는 것은 철저 항전에의 길뿐이었다. 이런 각오가 정해지자 지온의 대응은 빨랐다. 지구상의 군사 거점과 광물 자원,화석 연료의 확보 때문에 진전되고 있었던 계획 지구 침공 작전을 실행에 옮겼던 것이다. 콜로니 국가인 지온은 고유의 자원이 없다. 전쟁을 종결하기 위해서도 자원의 확보는 불가결의 문제이었다. 은밀히 진행된 지온 군의 지구 침공 작전은 개시된다. 함 밑에 HRSL(강하용 캡슐)을 장착한 무사히 급 순양함이 다수 지구의 위성 궤도상에 집결했었지만 이것을 막을 만큼의 전력은 연방군에게는 없었다.
2월 7일, 위성 궤도상에서의 지온의 우주 전투정에 의해 미노프스키 입자가 살포되었다. 레이다를 사용할 수 없게 된 지구상의 연방군은 정확한 지온 군의 강하 지점을 잡을 수 없었고 유효한 요격도 불가능한 상황에서 지온의 강하 작전을 속수무책으로 당하게 된다. 지온 군은 ２월 중에 대규모적 강하 작전을 ３회를 감행했다. 연방군 바이코멜 기지와 우랄 산맥 주변에 행해진 제1차 강하 작전,캘리포니아 기지와 뉴욕 주변에 행해진 제2차 강하 작전,그리고 제3차 강하 작전은 북경 주변,말레이 반도 주변,오스트레일리아 북쪽 해안이 선택되고 자크를 수용한 다수의 HRSL이 각 강하 포인트로 향하여 투하되었다. 이 일련의 강하 작전으로 지구상의 수많은 중요 거점이 지온 군의 지배하에 떨어졌다. 그중 연방군에 있어 최대의 상처가 됐던 것은 북아메리카의 캘리포니아 기지의 강탈이었다. 연방군에 있어 남미 자브로 다음 가는 대규모 군사 기지이고 해군 군항,공군 기지,우주 항,각종 병기의 개발 생산 시설까지 갖추었던 일대 군사 거점이었던 것이다. 캘리포니아 기지는 점령 후 지온 군의 지구 침공의 중심 기지가 되고 병기 공장은 모빌슈트 생산 공장으로 변경되고, 이후 지구상으로 사용하는 모빌슈트의 대부분은 여기에서 개발,생산되게 된다.

### 교착 상태
지온의 지구 침공 작전에 의해, 연방군은 불난 집이 되어 버렸다. 그러나 이에 대항할 만한 마땅한 전력이 없는 연방군에 있어,먼저 군비를 보강하는 것이 선결문제이었다. 이렇게，0079년 4월 빈슨 계획과 Ｖ 작전이 발동되었다. 빈슨 계획이란 자브로를 중심으로 한 생산 거점에 마젤란 급 순양함,사라미스 급 순양함 등의 우주 함정을 급피치에 건조,앞의 전쟁에 괴멸한 우주 함대를 재건한다는 계획이고, Ｖ 작전은 지온군과 연방군의 결정적인 전력 차이인 ＭＳ의 개발,양산을 궁극적인 목표로 한 계획이었다.
한편 지구 침공에 성공적이라 말할 수 있는 지온으로서도 연방을 압도할 만한 정도의 전력을 갖고 있는 것은 아니었다. 지온의 국력으로는 지구 침공으로 얻었던 점령지를 유지해 가는 정도였다고 할 수 있는 것이다. ４∼８월에 걸쳐 양 군의 중심은 전력 증강이나 자원 채굴에 중점이 놓여 각지에서는 소규모 전투나 게릴라 전뿐, 대규모적 작전은 행해지지 않았다.

## 지구연방군의 대규모 반격작전

### 반격 개시
연방군은 빈슨 계획을 급피치로 진행하고 있었다. 앞서 패전으로 얻은 교훈을 기초하여 각처에 개량을 가한 재설계로 함정을 신조, 착실하게 우주군의 재편성을 진행할 수 있었던 것이다. Ｖ 작전도 확실하게 진행되고 있었다. ７월에는 RX 시리즈에서 가장 개발이 뒤처졌던 RX-78 건담의 1호기가 사이드７에서 완성, 최종 테스트를 개시했다. 또 동시기에 남미 자브로에서는 ＲＸ 시리즈의 모함이 되는 페가수스 급 강습 양륙함의 첫 번째 함 화이트 베이스가 취역하고 있었다. 이 화이트 베이스와 ＲＸ 시리즈는 1년 전쟁 종결까지 막대한 전과를 올렸을 뿐만 아니라, 특히 이 시기 지온에 주었던 충격은 컸었다. 화이트 베이스 대는 사이드7에서 ＭＳ의 수령중에 지온 군과 교전, 정규 승무원의 대부분이 사망하여 비정규군인 소년 소녀들로 운영되고 있었음에도 불구하고 10월 4일 북미 시애틀에서 자비 가의 막내 가르마 자비 대령을 전사시킨 것이다.
Ｖ 작전의 진행에 따라 9월에는 ＭＳ의 시작과 생산이 병행되어 행해졌다. 소수이지만 선행 양산형 ＭＳ가 롤 아웃한 것도 이 시기이다. 이들 양산용의 생산 라인이 완성되기 이전에 만들어졌던 ＭＳ는 어느 쪽이나 시험적인 요소가 많고 비교적 고성능인 기체가 많았다. 이들 ＭＳ는 이것 이상의 지온의 침공을 막기 위해, 전략상 중요한 지역에 우선하여 배치되었다. 동남 아시아를 시작으로 지하 자원이 풍부하고 구 세기의 공업 시설 등이 있는 지역이다. 그리고 10월, 겨우 ＭＳ의 양산 체제가 완료, 지온군과의 전력차를 상쇄하기 위해 급피치에 RGM-79 짐의 양산이 개시되었다. 짐의 컴퓨터에는 테스트용 시작기 RX-78로 얻었던 실전 데이터가 짜넣어져 있어, 신출 파일럿이 조종해도 높은 전투 능력을 발휘했다. 또, 양산기면서도 빔 병기 사용이 가능하여 이 점에서도 지온군의 자크를 능가하고 있었다. 은밀히 반격 태세를 갖춘 연방군은, 드디어 반격 작전을 개시한 것이다.

### 오뎃사 작전, 탈환
흑해의 항구,오데사에는 지구 침공에 성공한 지온 공국군의 최중요 거점의 하나가 있었다. 지온이 중앙 아시아에서 동 유럽 대의 광산을 탈취,그 근거지를 오데사에 설치했었기 때문에 있다. 지구 연방군은 균형 상태에 있었던 유럽의 군대 밸런스를 일변하게 하기 위해 반격 작전 공격의 방향을 오데사로 정했다. 작전이 성공하면 지온은 최대의 자원 공급지를 잃어 버리고 이후의 싸움도 유리해지리라는 것이다. 연방군은 이 싸움에 지상 병력의 반수를 투입했다. 또한 이 작전에는 Ｖ 작전의 성과인 페가수스 급 강습 양륙함과 ＲＸ 시리즈의 ＭＳ가 후방 교란의 임무를 띠고 참가하고 있었다.
물론, 지온은 이 연방군의 움직임을 탐지하였으나, 오데사 방면의 지휘관 마 크베 대령의 상관인 키시리아 자비 소장은 본래 달의 제압 유지가 그 최대의 임무이었기에 '검은 3연성'을 마 크베에게 보낸 것이 고작이었다. 그들은 루움 전쟁에 레빌 장군을 포로로 잡은 에이스 부대이고, 그들이 연방군의 신형 ＭＳ 부대에 충분히 대항할 수 있다고 생각했기 때문이었다. 또 전쟁 종결까지 계속된 자비 가 내부의 불협화음에 의해 이것 이상의 증원은 기대할 수 없었다. 결국, 지온 군은 궁지에 몰리고 11월 7일, 오데사를 중심으로 전투 대형을 갖춘 지온에 대하여 연방의 침공이 시작됐다. 오데사 전투의 시작이다.
오데사의 격전은 ３일간 계속됐다. 마 크베 대령은 남극 조약으로 금지되어 있는 핵병기를 사용하면 오데사를 방위할 수 있다했지만, 결국은 레빌 장군이 거느리는 연방군 앞에 철수는 부득이했다.
지온군 고관들은 우주 순양함 잔지발로 우주로 철수, 남겨진 병사는 연방군에 투항했었지만 일부는 아프리카의 지온 세력권으로 철퇴하여 그 후에도 계속 항전했다. 일부 우주로 철수한 지온군은 빈슨 계획에 의해 우주 함대의 증강을 계속한 연방군을 의식한 본국의 방위 준비에 편성되었다. 원래부터 우주에서도 지온 군의 전력 증강은 행해지고 있었다. 우주 요새 솔로몬이 ５월에, 우주 요새 아 바오아 쿠가 ６월에 완성되어 이에 따라 지온 군은 솔로몬,아 바오아 쿠와 월면 기지 그라나다를 잇는 본토 방위 라인을 완성시키고 있었기 때문에 있다.

### 자브로 방어전
오데사에서 패전에 지온은 지구에서의 세력권을 축소하지 않을 수 없었지만 아직 연방에 대항할 수 있는 전력이 남아 있지 않은 것은 아니었다. 특히 활발하게 움직이고 있던 것이 잠수함 부대이다. 지구 침공에 성공한 지온 군은 먼저 지구용의 국지전용의 모빌슈트의 개발을 재촉했다. 사막이나 정글 등 어느 정도 가혹한 환경도 상정하여 만들어졌던 모빌슈트였지만, 실제 그 환경하에서 사용하고 보니 예상 이상으로 기체에 부담이 커서 작동 불량이 잇따랐다. 이를 중요시한 지온 군은 서둘러 국지전용 모빌슈트의 생산에 나선 것이다. 특히 지구상의 7할을 차지하는 바다를 수중에 넣고 지구에서 주도권을 잡기 위해서 수륙 양용의 모빌슈트가 필요하게 된다. 콜로니 국가인 이유로 바다가 없었던 지온에 있어, 수중용 모빌슈트 개발은 곤란한 것이었지만 국지전용,수륙양용의 모빌슈트의 생산은 신속히 진전됐다.
5월에 이들 ＭＳ는 캘리포니아 기지 점령 이후에 ＭＳ를 탑재할 수 있도록 개조된 잠수함에 배치되었다. 해수에 의한 기체 냉각이 가능한 수중용 모빌슈트는 고출력의 제네레이터를 사용할 수 있고 고정 무장으로서 메가 입자포를 장비하였다. 높은 전투력을 가진 지온의 수중용 모빌슈트는 연방 해군에 공포가 됐다. ９월에는 지온의 잠수함 부대에 의한 대서양의 연방군 잔존 함대 소탕전이 행해졌다. 개전초의 콜로니 낙하 시, 쏟아져 내린 콜로니 파편에 의한 해일 등의 이상 기상으로 이미 태평양 방면의 대부분의 함대를 잃어버렸던 연방 해군은, 이 지온에 의한 소탕전으로 사실상 해로의 주도권을 잃어버린 것이다. 11월 27일, 맹활약을 펼치던 지온의 잠수함 부대가 재반격의 찬스를 잡았다. 연방군 본부 자브로 기지 입구의 발견이다.
천연의 지하 대공동을 이용해 만들어졌던 지구 연방군 본부 자브로 기지는 지구 최대의 군사 기지였다. 총 부지 면적 42만평 방ｋｍ, 45만명이 생활하는 거대한 군사 기지이다. 거기에는 본부를 시작해서 우주 함정 건조 도크와 ＭＳ 공장 등이 있다. 핵 공격에도 견딜 수 있다는 지하 기지는 아직 정확한 소재를 잡을 수 없어 지온의 지구 제압에 있어 큰 장해였다. 그러므로 개전 당초 브리티쉬 작전에 있어서 지온은 콜로니 낙하의 최종 목표를 자브로로 잡았던 것이다. 그러나 브리티쉬 작전은 실패하고 그 후의 지온 군은 견제를 위한 정기 폭격을 하는 것 정도밖에는 별다른 대응 방법이 없었다. 연방군은 그 사이에 자브로로 힘을 저축하고(빈슨 계획) ,전쟁 초기에 받은 상처를 회복한 것이다. 지온 군은 분통해 이를 갈면서도 마땅한 대응을 하지 못했다. 샤아 아즈나블 대령이 거느리는 잠수함 부대,매드 앵글러 대는 페가수스 급 강습 양륙함 화이트 베이스의 뒤를 미행, 마침내 자브로 기지의 정확한 공격 포인트를 발견한 것이다. 11월 27일, 매드 앵글러 대의 수륙 양용 모빌슈트가 자브로로 향하는 화이트 베이스를 추격, 위장됐던 우주 함정용의 대형 해치를 발견했다. 이 보고에 캘리포니아·베이스는 흥분했고 곧 대규모의 자브로 침공 작전이 개시되었다.
11월 30일, 자브로 기지 파괴의 명을 받고 캘리포니아·베이스로부터 날아오른 지온군 가우 공격 항공 모함 편대는 자브로에 대해 ＭＳ에 의한 강하 작전을 감행했다. 그렇지만 자브로 상공의 대공 포화는 예상 이상으로 과격해서 지온군은 가우,ＭＳ 부대 모두에 막대한 피해를 받았다. 무사하게 강하한 ＭＳ도 이 전투에서 실전 투입된 ＲＧＭ－79 짐의 본격 양산 타입을 필두로 한 연방 지상 부대와 교전, 고전을 하게 된다. 또, 먼저 자브로 안에 침입한 특수 공작대의 파괴 공작(ＭＳ 공장 폭약 설치)도 실패로 끝났기 때문에 지온 군은 철수하지 않을 수 없었다.
자브로 침공 작전 실패로 지온의 지구에서의 세력은 크게 후퇴했다. 자브로 기지를 공격하는 만큼의 잉여 전력이 없어져 캘리포니아 기지의 병력이 격감했기 때문에 연방군은 배후를 걱정하지 않고 각지의 지온군을 소탕할 수 있게 된 것이다. 유럽에서 철퇴한 지온군에 있어 최대의 광산 지대인 아프리카에서 12월 초, 연방군에 의한 소탕 작전이 행해졌다. 이것은 잔존 지온군 최대의 거점을 치는 것이고 지구의 지온 세력을 일소하여 우주로 나가는 후환을 없애려는 것이었다. 오데사의 패전 이후 아프리카에는 수많은 지온 병사가 피신하고 있었기 때문에 선전은 했지만 역시 연방군의 압도적인 물량전에는 상대가 되지 않았다. 일부 지하에 잠복하여 전후에도 계속 저항했던 부대를 제외하고 지온 군은 패배하게 된다.

## 우주 전투
지구의 주요 기지를 모두 탈환한 지구연방군은, 빈슨 계획에 의해 제조된 전함과 V작전의 결과물인 양산형 모빌 슈트 GM부대를 우주로 쏘아올려 지온 공국의 방어라인에 대한 공격에 들어간다.

### 별1호 작전
'지온 최대의 우주 함대가 주류하는, 우주 요새 솔로몬을 공략하고 지구권의 우주제압권을 탈취한다'. '그리고 솔로몬을 기점으로 전 함대가 사이드３ 점령에 임한다'. 이것이 혼돈스러운 전국을 타개하기 위해 연방이 계획했던 별1호 작전의 전모이다. 12월 2일, 티안무 대장 지휘하의 대 함대가 출격했다. 함대를 구성하는 수십 척의 함정에는 「빈슨 계획」에 따라 전부 ＭＳ 탑재 능력을 보유한 것이었고 장병은 일주일 전쟁,루움 전쟁을 설욕하려는 일념으로 불타고 있었다. 또 작전의 목표가 솔로몬인 것을 지온 측이 간파하지 못하게 하기 위해, 제13독립 부대 소속의 강습 양륙함 화이트 베이스를 시작으로 한 함이 미끼로서 각각의 방향으로 출격하였다. 12월 5일, 티안무 함대는 루나２에 입항, 여기에 주류하고 있었던 함대와 합류했다. 지온 측에서도 집결한 연방 함대의 목표가 솔로몬인 것을 감지하고 있었다. 그러나 솔로몬에 대하여 행해진 증원은 불과 시작 모빌아머 １기뿐인 어쩐지 불안한 것이었지만, 결코 방어할 수 있는 병력이 없는 것은 아니었다. 실제 본국에 의해, 가까운 아·바오아·쿠와 키시리아 자비 소장이 지키는 달에는 신조함이 우선 배치되고 있었다. 이것은 솔로몬 요새 방어의 지휘하던 도즐 자비 중장이 정치 투쟁에 있어서 형제에 패배한 것을 의미하는 것이었다.
12월 20일, 와케인 대령이 지휘하는 제 ３함대가 먼저 루나２를 출항했다. 계속 제５,제９ 함대가 출발하고 그리고 ２일 후인 22일, 함대 주력인 티안무 함대가 루나２를 뒤로 했다. 그 무렵 제 13독립 부대 화이트 베이스는 많은 적과 교전하면서 솔로몬을 목표로 하고 있었다. 화이트 베이스는 레빌 장군에 의해 뉴타입 부대라고 선전되어 있고, 그에 따라서 지온의 집중 공격을 받고 있었던 것이다. 그러나 ＲＸ－78－2 건담이 기적적인 활약을 하는 분전에 의해 승승장구하고 있었다.
12월 24일, 화이트 베이스는 합류한 제 ３함대와 함께 사이드４의 잔해에서 헤매면서 솔로몬의 주역에 돌입했다.

### 솔로몬 공략전
제 ３함대는 퍼블릭 형 돌격정을 전개하고 빔 교란막을 형성하는 특수 미사일을 솔로몬에 발사,이에 따라 빔이 확산되게 되고 요새 주포 및 대공 포좌의 대부분이 무력화되었다. 그렇지만 그것은 연방군의 빔포를 봉하는 결과이기도 하다. 그 때문에, 도즐 중장은 이 작전을 ＭＳ 싸움으로 끌려는 전술이라고 생각했지만, 연방에는 다른 계산이 있었다. 이 작전은 사이드１의 암초 주역에 숨어 있었던 연방 주력인 티안무 함대가 연방군의 요새 공략용 비밀 병기「솔라 레이」를 솔로몬으로 향하여 전개하는 시간을 벌어들일 요량으로 실행된 작전이었던 것이다. 싸움의 한창, 모습을 나타냈던 티안무 함대에 대하여 도즐 중장도 전투함 구와란을 주력으로 한 유격 함대를 출격하게 했지만, 병력차가 커 병사로부터는 원군을 요구하는 소리가 높아졌다. 그러나 도즐 중장은 그 요청을 일축했다. 형제에게 도움을 요구할 행위는 그 프라이드가 허용하지 않았던 것이다. 이것이 솔로몬에 치명상이 됐다. 연방은 400만 매에 이르는 거대한 반사 미러를 이용, 요새에 빛의 초점을 맞추어 태양의 광열로 죄다 태워 버렸다. 「솔라 시스템」이라 말하는, 전혀 예상도 하지 못했던 병기의 공격에 의해 솔로몬의 요새 설비,온존 함정 및 유격 함대 그리고 대량의 ＭＳ가 파괴되었다.
전투의 주도권은 연방으로 옮겨가고 연방의 ＭＳ 부대는 솔로몬으로 진격하고 있었다. 마 크베 대령이 거느리는 솔로몬 지원 함대가 이미 그라나다를 출격하고 있었지만 시간에 당도할 것 같지 않았다. 전 병력의 ４분의 ３을 잃어버린 도즐 중장은 남은 함정과 ＭＳ를 솔로몬에 집결하게 하고 최후의 교전을 결의, 스스로 시작형 거대 모빌아머 "빅 잠"에 올라타 출격했다. 강력한 확산 빔포와 빔 배리어를 탑재한 빅·잠의 전투력은 압도적이었으며, 솔라 시스템의 두 번째 발사에 주의를 집중하여 방어가 허술해진 연방 함대는 무방비 상태가 되었다. 빅·잠은 순식간에 전투함 ５척,순양함 ８척을 격침시켰다. 여기에 연방 총기함인 「타이탄」이 격침되고 티안무 대장이 전사한다. 빅·잠은 최종적으로 화이트 베이스 대의 육박 공격에 의해 파괴, 도즐 중장은 전사했다. 그렇지만 중장은 스스로의 생명을 걸고 잔존 지온 함대를 사이드３ 방면에서 탈출하게 한 것이다.
12월 25일, 함락된 솔로몬에 연방 함대가 입항했다.

### 솔라 레이
12월 26일, 온존되어 있었던 레빌 장군이 거느리는 함대가 솔로몬에 입항했다. 별1호 작전은 최종 단계에 돌입하려 하고 있었다. 종집결한 연방 함대에 대하여 지온 수뇌부의 동요는 적었다. 그들에 있어서는 솔로몬의 함락은 어느 정도 예상된 것이다. 기렌 자비 총수는 달과 아 바오아 쿠를 잇는 최종 방위 라인으로 연방 함대를 격멸할 심산이었다. 그 바로 옆에는 솔로몬에 보내던 신형 함정,ＭＳ가 아직 남아 있었다. 그리고 「솔라 레이 시스템」이라 불리는 결전 병기의 존재가 있었다. 「솔라 레이」는 사이드３의 「마할」이라 불리는 밀폐형 콜로니를 거대한 레이저포의 포신으로서 사용하는 궁극의 결전 병기로서 개발되었다. １회의 발사를 위해 사이드３의 전력의 거의 전부를 소비하고 직경 수킬로의 레이저를 발사하는 궁극의 살상병기이다.
12월 29일, 연방 함대는 솔로몬을 출항했다. 작전 목표는 지온 최후의 우주 요새인 아 바오아 쿠 그리고 사이드 ３이었다. 그 당시, 사이드３의 지온 본국에서는 솔 라·레이의 사용에 대비하여 민간용 전력의 사용 제한이 행해지고 있었다. 이미 「마할」에서의 강제 이주가 행해지는 등 지온 국민은 상당한 압제를 강요받고 있었다. 긴 싸움에 많은 성인 남자가 전장에 동원되어 이미 징병 라인은 １５세 이상에까지 내려가고 학도병 동원이 장려되었다. 이러한 상황을 우려했던 지온 공국 공왕 데긴 소도 자비는 독자적으로 연방과의 화평 교섭을 하기 위해 전투함 그레이트 데긴에 탑승하고 연방 함대와의 접촉을 시도해 보았다. 그러나, 그것은 실권을 쥔 기렌 총수에 있어 용인할 수 없는 것이었다.
12월 30일, 전투함 그레이트 데긴은 연방군 제１연합 함대 지령의 레빌 장군과 광통신을 이용한 접촉에 성공했다. 그러나 데긴 공왕이 접현한 연방군 기함에 올라 타려고 한 그 때, 기렌 총수는 결단을 내렸다. 솔 라·레이를 이용하여 연방 함대도 데긴 공왕도 소멸시키려고 한 것이다. 직경 ４킬로의 레이저가 ３초 사이에 우주를 절단했다. 그 광양은 인류가 낳은 최대의 것이고 빛은 지구상에서도 관측될 정도였다. 종집결하고 있었던 연방 함대는 솔라 레이의 발사에 의해 그 3분의 1을 한 순간에 잃어 버렸다. 레빌 장군을 시작으로 많은 장병들이 전사하고 지휘 계통에 괴멸적인 타격을 입혔다.

### 아 바오아 쿠 공략전
연방군 수뇌는 「지온에 시간을 주면, 다시 한번 솔라 레이를 사용할 기회를 주게 된다」하며 잔존 함대에 아 바오아 쿠 재진격을 명령했다.
12월 31일, 연방군은 전투함 마할,화이트 베이스를 중심으로 잔존 함대를 재편성하고 아 바오아 쿠로의 진격을 재개했다. 지온 군도 솔라 레이의 위력으로 사기는 오르고 있었다. 연방군은 요새포를 무력하게 하기 위해 퍼블릭 돌격정,우주 전투기를 여럿 투입했다. 그러나 솔로몬으로 교훈을 얻었던 지온 측은 대공 미사일로 응전, 돌격정은 차례차례로 격침되었다. 이미 요새 공략의 최후의 수단이었던 솔라 시스템 탑재 함정은 솔라 레이의 발사와 함께 잃어버려 대응 방법이 없는 연방군은 ＭＳ대를 사출, 각 함정도 아·바오아·쿠로 돌입했다.
전국은 당초 지온 우위로 진행되었다. 그러나 전군을 지휘하고 있었던 기렌 총수가 키시리아 자비 소장의 손에 의해 암살되는 사건으로 국면이 변했다. 이에 일시적으로 지휘 계통의 혼란이 일어났고, 전선을 유지하고 있던 대형 항공 모함 도로스를 잃고 방위력이 저하되었다. 연방 함정은 차례차례 아·바오아·쿠에 접현, 싸움은 백병전화되었다. 이 격전 속에서 용명을 떨쳤던 화이트 베이스도 침몰되고 말았다. 정오를 지나는 무렵, 전세는 결정됐다. 지온 함정의 중에 불리함을 깨닫고 소행성 대의 우주 요새 액시즈나 암초 주역으로 멀리 달아나는 함도 나오기 시작했다. 전군을 지휘하고 있었던 키시리아 소장도 잔지발 급 기동 순양함으로 탈출을 꾀하려고 했지만, (기록상으로는)사라미스 급 순양함의 포격에 의해 격침되어 전사, 이에 따라 아 바오아 쿠는 함락되었다.
- 키시리아 자비가 전사한 실제 이유는 샤아 아즈나블이 함정 브릿지에 로켓 런쳐를 발사했기 때문.

## 종전
자비가는 가문의 대부분이 멸족되고 독재체제는 붕괴했다. 남겨진 지온 공국 의회의 움직임은 재빨랐다. 자비가 파를 배제하고 다시 한번 공화제로 전환하여 국가 유지를 도모한 것이다. 지온 공화국을 칭한 정부는 사이드６을 통하여 종전 협정의 체결을 제의했다. 싸움의 승리자라고 말할 수 있는 연방 또한 피폐할 대로 피폐해져 이 제의는 수락되었다. 지온 군의 개중에는 종전을 인정하지 않고 소행성 액시즈나 암초 주역으로 벗어났던 부대도 수많이 존재했다. 그러나 연방 정부는 부흥 정책 우선 때문에 그들의 존재를 무시했다. 이것이 훗날 화근이 되는 것이다. 이렇게 종전 협정은 U.C 0080년1월 1일 월면 도시 그라나다에서 비준되었다.
총인구 110억 명 중, 60억이 사망하고 지구에 막대한 손상을 가했던 1년 전쟁이 종전을 맞이했다.